# 維克托里夫卡 (扎波羅熱區)
47°54′16″N 35°51′1″E / 47.90444°N 35.85028°E
維克托里夫卡（烏克蘭語：Вікторівка）是位於烏克蘭東南部的村莊，由扎波羅熱州扎波羅熱区的新米科拉伊夫卡市鎮負責管轄。該村面積9.09平方公里，海拔高度116米，2001年人口102，人口密度每平方公里11.2人。